# 자메이카의 로마 가톨릭 교구 목록
자메이카의 로마 가톨릭 교구는 1개 관구에 1개 관구장좌 대교구와 2개 일반 교구로 구성된다

## 교구

### 킹스턴 관구( Province of Kingston)
- 킹스턴 관구장좌 대교구( Archdiocese of Kingston)
  - 맨더빌 교구(Diocese of Mandeville)
  - 몬테고베이 교구(Diocese of Montego Bay)